# It's Life
"It's Life" é uma música do trio norte-americano de folk-rock America, lançada no álbum Hat Trick, em 1973. A música não foi lançada como single.
"It's Life" apresenta uma sonoridade sombria, tendo seus versos acompanhados por um violão dedilhado, sintetizador e teclados. Os refrões apresentam vocais em harmonia. A partir dos dois minutos, aproximadamente, a bateria e uma guitarra com distorção passam a acompanhar a música, que fica mais pesada a partir daí e com vocais mais intensos.
A letra da música trata, por meio do uso de metáforas, das experiências de Dan Peek com a banda. O álbum Highway: 30 Years of America, de 2000, traz a seguinte citação de Peek no livreto que acompanha o boxset:
| “ | Várias vezes tive a impressão de que nós três estávamos separados do resto do mundo, dentro desse bote e perdidos no mar. De certa forma, sempre houve uma certa harmonia com o grupo, mas éramos muito jovens, então sempre havia um espírito competitivo. Às vezes parecia que era cada um por si. É como uma coisa de irmãos. Essa canção [It's Life] foi muito intensa para mim. Quando estávamos gravando-a no estúdio, o engenheiro assistente entrou e disse: 'Cara, eu senti a tempera do ambiente cair uns 10 graus. O que foi isso?!' Havia um sentimento verdadeiro de angústia nessa música. | ” |